# Чери Гроув (Охајо)
Чери Гроув (енгл. Cherry Grove) насељено је место без административног статуса у америчкој савезној држави Охајо.

## Демографија
По попису из 2010. године број становника је 4.378, што је 177 (-3,9%) становника мање него 2000. године.
| Група             | 2000.         | 2010.         |
| Белци             | 4.349 (95,5%) | 4.095 (93,5%) |
| Афроамериканци    | 54 (1,2%)     | 52 (1,2%)     |
| Азијати           | 75 (1,6%)     | 86 (2,0%)     |
| Хиспаноамериканци | 43 (0,9%)     | 82 (1,9%)     |
| Укупно            | 4.555         | 4.378         |